# Деила-Доно (Бјела)
Деила-Доно је насеље у Италији у округу Бијела, региону Пијемонт.
Према процени из 2011. у насељу је живело 17 становника. Насеље се налази на надморској висини од 376 м.